# Denké Kossi Wazo
Denké Kossi Wazo   (Lomé, 18 de maig de 1958 - Llemotges, 16 de març de 2014), o Julien Kossi Denke, és un exfutbolista togolès de la dècada de 1980.
Fou internacional amb la selecció de futbol de Togo.
Pel que fa a clubs, destacà a Aiglons de Lomé (1978–1984), LB Châteauroux (1984–1985) i FC Bourges (1985–1986).